# 水野輝
水野 輝（みずの ひかる、1991年8月2日 - ）は、千葉県千葉市出身の日系カンボジア人のプロサッカー選手。2024年にカンボジア国籍を取得し、サッカー同国代表。ポジションは、ミッドフィールダー。

## 来歴
小学生時代は山王FCに所属。当時はPK戦まで縺れると、ゴールキーパーを務める事もあった。また、サッカーマガジンカップに参加し優勝。韓国遠征に招待された経験もある。
中学生時代はPBJ千葉に所属し、スペイン遠征にてFCバルセロナなどと対戦している。
市立船橋高校では3年次にキャプテンを務めた。
高校卒業後は明治大学へ進学。ボランチとして、勇猛果敢なプレーで存在感を見せ、大学でも主将を務めた。

### クラブ
2014年、FC琉球へ入団。開幕戦で同じルーキーの田辺圭佑とボランチでコンビを組むが、最終的にリーグ戦出場は8試合に留まり、同年シーズン終了後に契約満了に伴いわずか1年で退団。
2015年、アルビレックス新潟シンガポールへ完全移籍。
2016年1月、カンボジアリーグ・スヴァイリエンFCのテストに参加。豊富な運動量と激しい守備を評価され正式契約を結んだ。
同年11月16日、ボーウング・ケットFCへ移籍。
2021年12月27日、2022シーズンよりプリヤ・カーン・リーチ・スヴァイリエンFCに移籍することを発表した。
2023年11月、キリボン・ソク・セン・チャイFCに期限付き移籍で加入。

### 代表
2024年にカンボジア国籍を取得。同年9月に行われたAFCアジアカップ2027予選プレーオフのメンバーに招集された。

## 所属クラブ
- 山王FC（千葉市立山王小学校）
- PBJ千葉ジュニアユース（千葉市立山王中学校）
- 船橋市立船橋高等学校
- 明治大学
- 2014年  FC琉球
- 2015年  アルビレックス新潟シンガポール
- 2016年  スヴァイリエンFC
- 2016年 - 2021年  ボーウング・ケットFC
- 2022年 -  プリヤ・カーン・リーチ・スヴァイリエンFC
  - 2023年11月 - 2024年6月  キリボン・ソク・セン・チャイFC（期限付き移籍）
  - 2025年 -  国防省FC（期限付き移籍）

## 個人成績
| 国内大会個人成績 | 国内大会個人成績 | 国内大会個人成績 | 国内大会個人成績 | 国内大会個人成績             | 国内大会個人成績 | 国内大会個人成績 | 国内大会個人成績 | 国内大会個人成績 | 国内大会個人成績 | 国内大会個人成績 | 国内大会個人成績 |
| 年度             | クラブ           | 背番号           | リーグ           | リーグ戦                     | リーグ戦         | リーグ杯         | リーグ杯         | オープン杯       | オープン杯       | 期間通算         | 期間通算         |
| 年度             | クラブ           | 背番号           | リーグ           | 出場                         | 得点             | 出場             | 得点             | 出場             | 得点             | 出場             | 得点             |
| 日本             | 日本             | 日本             | 日本             | リーグ戦                     | リーグ戦         | リーグ杯         | リーグ杯         | 天皇杯           | 天皇杯           | 期間通算         | 期間通算         |
| ---------------- | ---------------- | ---------------- | ---------------- | ---------------------------- | ---------------- | ---------------- | ---------------- | ---------------- | ---------------- | ---------------- | ---------------- |
| 2014             | 琉球             | 7                | J3               | 8                            | 0                | -                | -                | 1                | 0                | 9                | 0                |
| シンガポール     | シンガポール     | シンガポール     | シンガポール     | リーグ戦                     | リーグ戦         | リーグ杯         | リーグ杯         | シンガポール杯   | シンガポール杯   | 期間通算         | 期間通算         |
| 2015             | 新潟S            | 7                | Sリーグ          |                              |                  |                  |                  |                  |                  |                  |                  |
| 通算             | 日本             | 日本             | J3               | 8                            | 0                | -                | -                | 1                | 0                | 9                | 0                |
| 通算             | シンガポール     | シンガポール     | Sリーグ          | \|\|\|\|\|\|\|\|\|\|\|\|\|\| |                  |                  |                  |                  |                  |                  |                  |
| 総通算           | 総通算           | 総通算           | 総通算           | 8                            | 0                | -                | -                | 1                | 0                | 9                | 0                |

- Jリーグ初出場 - 2014年3月9日 J3第1節 vsJリーグ・アンダー22選抜（沖縄県総合運動公園陸上競技場）

## タイトル

### クラブ
市立船橋高校
- 全国高等学校総合体育大会サッカー競技大会 (2007年、2008年)
- 高円宮杯U-18サッカーリーグ プリンスリーグ関東 (2007年)

明治大学
- 関東大学サッカーリーグ1部 (2010年)

ボーウング・ケット・アンコール
- メトフォン・Cリーグ（2017年、2020年）

### 個人
- メトフォン・Cリーグベストイレブン（2019年、2022年）